# 3 Wołżańska Dywizja Piechoty
3 Wołżańska Dywizja Piechoty – jedna z dywizji stronnictwa białych w czasie wojny domowej w Rosji 1917–1921
Oprócz kadry oficerskiej, w całości rekrutowała się z jeńców przetrzymywanych w obozach. Jej rosyjski charakter podkreślały nazwy poszczególnych pułków:
- Pułk Kazański,
- Pułk Jarosławski,
- Pułk Niżegorodzki,
- Pułk Samarski.